# Jarmolicze (rejon wilejski)
Jarmolicze (biał. Ярмолічы, ros. Ярмоличи) – wieś na Białorusi, w obwodzie mińskim, w rejonie wilejskim, w sielsowiecie Wiazyń.
Dawniej używana nazwa Jarmolicze I.

## Historia
W czasach zaborów wieś włościańska w powiecie wilejskim, w guberni wileńskiej Imperium Rosyjskiego. W 1866 roku liczyła 284 mieszkańców w 24 domach. Była tu kaplica prawosławna.
W latach 1921–1945 wieś leżała w Polsce, w województwie wileńskim, w powiecie wilejskim, w gminie Wiazyń.
Według Powszechnego Spisu Ludności z 1921 roku zamieszkiwało tu 366 osób, 1 był wyznania rzymskokatolickiego, 365 prawosławnego. Jednocześnie 1 mieszkaniec zadeklarował polską, 365 białoruską przynależność narodową. Było tu 66 budynków mieszkalnych. W 1931 w 72 domach zamieszkiwało 408 osób.
Wierni należeli do parafii prawosławnej w Wiazyniu. Miejscowość podlegała pod Sąd Grodzki w Ilii i Okręgowy w Wilnie; właściwy urząd pocztowy mieścił się w Wiazyniu.
W wyniku napaści ZSRR na Polskę we wrześniu 1939 miejscowość znalazła się pod okupacją sowiecką. 2 listopada została włączona do Białoruskiej SRR. Od czerwca 1941 roku pod okupacją niemiecką. W 1944 miejscowość została ponownie zajęta przez wojska sowieckie i włączona do Białoruskiej SRR.
Od 1991 roku w składzie niepodległej Białorusi.